# スローなブギにしてくれ (I want you)
「スローなブギにしてくれ (I want you)」は、南佳孝の楽曲。1981年1月21日にCBS・ソニーから通算10作目のシングルとして発売された。

## 解説
片岡義男の短編小説を原作とする東映と角川春樹事務所製作による同名映画主題歌。南佳孝は映画のサウンドトラックを担当、自身が手掛けた主題曲である本曲は、その印象的な歌いだしでオリコン6位、レコードの売り上げは28万5千枚を記録する大ヒットとなった。
角川春樹が映画製作を始めた頃、愛人の一人だった安井かずみが南佳孝のファンで、彼女が所有するアルバムを聴いた角川が、片岡義男の原作に重なるものがあると感じ、映画化の際に南佳孝をメジャーにしようと、主題歌として制作されたという。ジャケットには、映画で主演を務めた浅野温子の写真が使われた。
シングル発売の翌2月に発売された南の6作目のアルバム『SILK SCREEN』に収録された他、ブルボンから発売された食玩CD『J'sポップスの巨人たち フォーク/ニューミュージック黄金時代編』に南の代表曲として、「モンロー・ウォーク」と共に収録されている。

## 収録曲
| 全作曲: 南佳孝、全編曲: 後藤次利。 |                                         |            |            |      |
| #                                  | タイトル                                | 作詞       | 作曲・編曲 | 時間 |
| A.                                 | 「スローなブギにしてくれ (I want you)」 | 松本隆     | 南佳孝     | 3:12 |
| B.                                 | 「ラプソディ」                          | 来生えつこ | 南佳孝     | 4:02 |
| 合計時間:                          | 合計時間:                               | 合計時間:  | 7:14       |      |

## 「スローなブギにしてくれ (I want you)」カバー
- 中森明菜 - アルバム『歌姫3 〜終幕』（2003年）収録。
- 斉藤和義 - アルバム『紅盤』（2007年）収録。
- 中村あゆみ - アルバム『VOICE』（2008年）収録。
- CHEMISTRY- アルバム『松本隆に捧ぐ-風街DNA-』（2010年）収録。
- 勝手にしやがれ - アルバム『LET'S GET LOST』（2012年）収録。
- GLIM SPANKY - 松本隆トリビュート・アルバム『風街に連れてって!』（2021年）収録[3]。
- 松下優也 - アルバム『うたふぇち 伝わりますか』（2022年）収録。

## タイアップ
スローなブギにしてくれ (I want you)
- 角川春樹事務所・東映提携作品『スローなブギにしてくれ』オリジナルサウンドトラック
- HONDA「ホンダ・シビック」イメージソング（1991年）